# Jia Yi
Jia Yi (賈誼T, Jiǎ YìP; c. 200 a.C. – 169 a.C.) è stato un poeta, scrittore e funzionario cinese d'epoca Han, conosciuto soprattutto come uno dei primi scrittori di poesie fu e per la sua opera Disquisizione sulle scoperte delle colpe dei Qin (過秦論T, Guò Qín lùnP), con la quale critica la dinastia Qin e descrive le ragioni della sua caduta.
È famoso anche per i suoi due fu: Sul gufo (鵩鳥賦T, Fú niǎo fùP) e Pianto per Qu Yuan (吊屈原賦T, Diǎo Qū Yuán fùP). È anche l'autore del trattato Xinshu, contenente opinioni politiche ed educative.

## Biografia
Jia Yi nacque nel 200 a.C. circa, ma alcune fonti suggeriscono che la sua nascita sia avvenuta nei primi del 201 circa. Da giovane Jia Yi divenne famoso nella sua casa rurale per la sua abilità letteraria a recitare i classici cinesi. La sua precocità attirò l'attenzione del "Venerabile Wu" (吳公S, Wú gōngP), il governatore locale e prominente letterato legista, allievo del funzionario Qin Li Si. Wu assunse Jia fra il suo personale e quando divenne Comandante della giustizia lo raccomandò all'imperatore Wen come un letterato dei classici. L'imperatore Wen nominò Jia "professore" (博士S, bóshìP) ed entro un anno lo promosse a Gran maestro del palazzo (太中大夫S, tàizhōng dàfūP), una carica relativamente alta alla corte imperiale.
Non appena assunse il nuovo incarico, Jia divenne uno dei sottoposti per le riforme istituzionali (fra cui una richiesta ai signori feudali di risiedere nei loro feudi e non nella capitale), ma a lui s'opponevano un gruppo di funzionari anziani che supportarono Liu Bang, il fondatore della dinastia Han, e che continuavano a ricoprire cariche importanti sotto Wendi. Questa fazione, che probabilmente percepiva Jia come una minaccia per le loro posizioni, protestò quando l'imperatore Wen considerò l'idea di promuovere Jia ad un posto ministeriale, affermando che quest'ultimo era "un giovane che aveva appena principiato gli studi, e che già si concentrava ad arrogarsi l'autorità su se stesso e che aveva portato confusione in ogni cosa". L'imperatore, cedendo alle pressioni della fazione, respinse gradualmente i consigli di Jia e, nel 176 a.C., lo esiliò nel regno meridionale di Changsha (corrispondente grossomodo alla moderna provincia dello Hunan) per servire come Grande precettore (太傅S, tàifùP) il giovane re Wú Chǎn (吳產T; r. 178 – 157 a.C.).
L'imperatore Wen ritirò Jia dall'esilio intorno al 171 a.C., convocandolo nella capitale imperiale di Chang'an, probabilmente per consultarlo sul misticismo taoista. L'imperatore lo nominò Grande precettore per Liu Yi, il figlio più giovane e favorito dell'imperatore, un buon studente che gradiva la lettura. Liu Yi morì nel 169 a.C., per via d'una ferita procuratasi in una caduta da un cavallo. Jia ricercò il colpevole della morte su sé stesso e, distrutto dal dolore, morì l'anno dopo.

## Opere
Jia è famoso per la sua opera Disquisizione sulle scoperte delle colpe dei Qin (過秦論T, Guò Qín lùnP), nel quale espone le sue opinioni sulle cause del collasso della dinastia Qin, e per due dei suoi fu oggi pervenutici: Sul gufo e Pianto per Qu Yuan. Poiché egli scriveva soprattutto idee etiche e sociali attribuite a Confucio, e per la sua opera incentrata sul fallimento della legista dinastia Qin, fu classificato dagli altri letterati della dinastia Han come letterato confuciano. Jia è conosciuto anche per il suo interesse verso i fantasmi, spiriti e altri aspetti dell'aldilà. Scrisse Pianto per Qu Yuan come offerta sacrificale a questo poeta, che s'annegò dopo essere stato esiliato. Le azioni di Jia Yi ispirarono poeti esiliati successivi in un genere letterario minore di simile stile di scrittura, e i loro versi sul fiume Xiang, o di altre masse d'acqua, fra cui i luoghi del loro esilio.